# Polnocny-klassen
Polnocny (eller Polnochny)-klassen (NATO-rapporteringsnavn) er en klasse af landgangsfartøjer. De blev designet i Polen i samarbejde med Sovjetunionens flåde og blev bygget i Polen i perioden 1967 og 2002. De fungerer nu i forskellige flåder og enkelte er blevet solgt til civile formål. Navnet kommer fra det polske værft Stocznia Północna ((polsk): "Det nordlige værft") i Gdansk, hvor de blev bygget. I 1996 var der produceret 107 (de sidste 16 blev bygget på Stocznia Marynarki Wojennej (Orlogsværftet) i Gdynia, Polen). I 2002, blev en moderniseret design, NS-722, bygget i Gdynia til Yemens flåde.

## Karakteristika
Polnocny-klassen er klassificeret som et mellemstort landgangsfartøj til pansrede mandskabsvogne (PMV) i den russiske flåde. Skibene er udstyret med en bovport som tillader landsætning på fremmede strande. Polnocny-C versionen medbringer op til otte PMV'er, 250 ton blandet last eller en kombination af disse. De er også udstyret med 140 mm raketkastere der kan give betydelig ildstøtte til landstyrker. Skibene er desuden udstyret med luftværnsmissiler og artilleri.

## Varianter
Polnocny-klassen består af adskillige undertyper der varierer i størrelse og kapacitet:
- Polnocny-A (Projekt 770) (46 bygget):
  - Deplacement: 800 tons fuldt lastet
  - Længde: 73 m
  - Hastighed: 19 knob
- Polnocny-B (Projekt 771) (36 bygget):
  - Deplacement: 834 ton fuldt lastet
  - Længde: 73 meter
  - Hastighed: 18 knob
- Polnocny-C (Project 773) (24 bygget)
  - Deplacement: 1150 tons fuldt lastet
  - Længde: 81,3 meter
  - Hastighed: 18 knob
- Modificeret Polnocny-C (Projekt 776) amfibiekommandoskib (1 bygget – ORP Grunwald)
  - Deplacement: 1253 tons fuldt lastet
  - Længde: 81,3 meter
  - Hastighed 18 knob
- Polnocny-D (Project 773U) (4 bygget)
  - Deplacement 1233 ton fuldt lastet
  - Længde: 81,3 meter
  - Hastighed: 16 knob
  - Helikopterfaciliteter: 1 helikopterplatform
- NS-722 class (1 bygget i 2002)
  - Deplacement: 1410 ton fuldt lastet
  - Længde: 88,7 meter
  - Hastighed: 17 knob
  - Helikopterfaciliteter: 1 helikopterplatform

## Operativ brug
De blev bygget i stort antal og var på et tidspunkt omdrejningspunktet i den sovjetiske amfibiestyrke og gav det sovjetiske marineinfanteri et effektivt middel til magtprojektion. De er mere eller mindre udskiftet til fordel for nyere skibe såsom Ropucha-klassen og luftpudefartøjer.